# HAS3
La hialuronano sintasa 3 es una enzima que en los seres humanos está codificada por el gen HAS3 .
La proteína codificada por este gen participa en la síntesis del glicosaminoglicano hialuronano no ramificado, o ácido hialurónico, que es un componente principal de la matriz extracelular. Este gen es miembro de la familia de genes NODC/HAS. En comparación con las proteínas codificadas por otros miembros de esta familia de genes, esta proteína parece ser más un regulador de síntesis de hialuronano. Se han encontrado dos variantes de transcripción que codifican diferentes isoformas para este gen.